# Boukarou

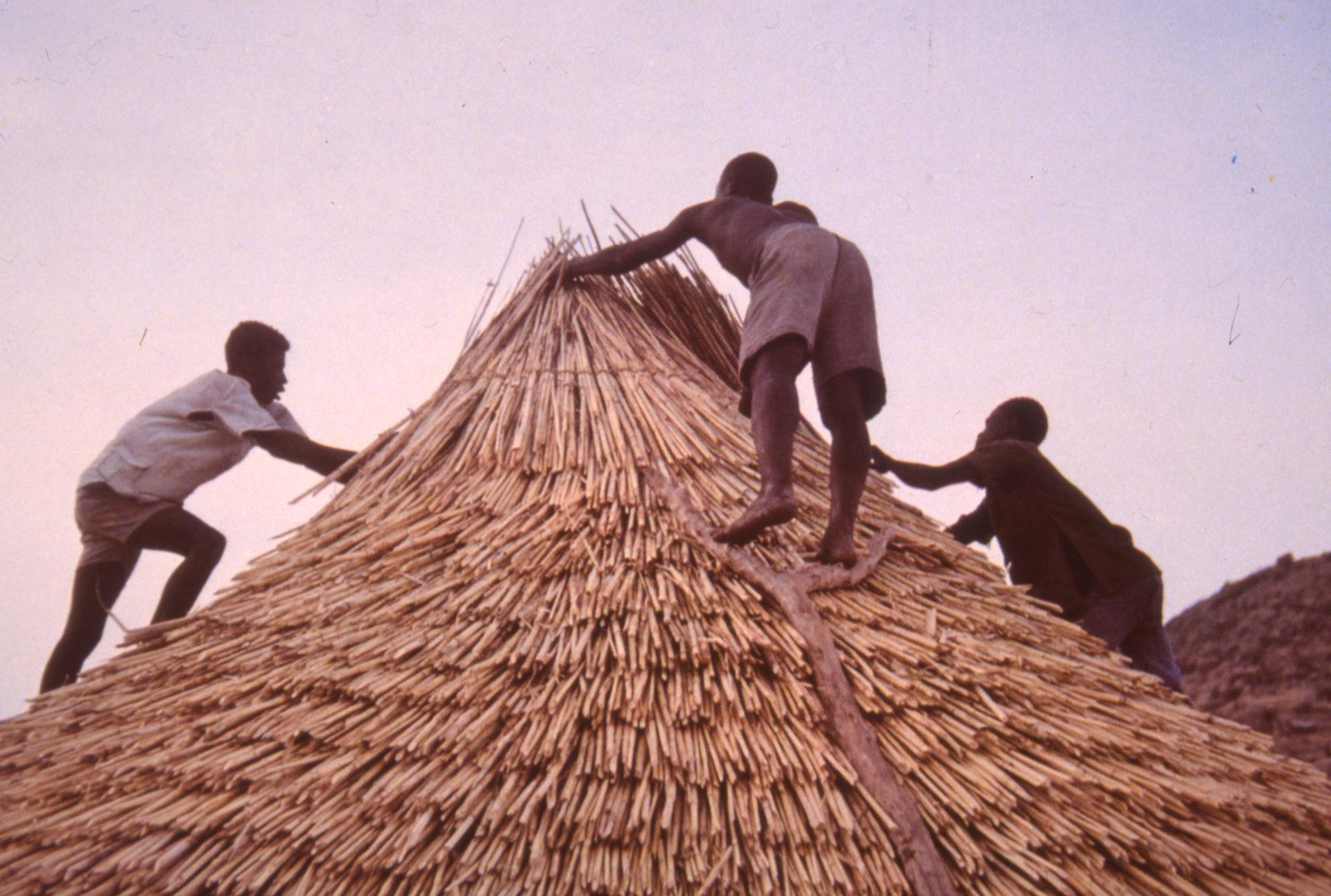
Construction d'un toit de chaume conique en pays ouldémé.

Le boukarou (ou boucarou, bukaru) est une construction traditionnelle ronde (case) en dur, à toit de chaume conique, présente principalement au nord du Cameroun et au Tchad, où elle est appréciée pour sa fraîcheur. 

## Étymologie
« Boukarou » est un terme d'origine peule (bukkaaru). Il désignait à l'origine la hutte végétale du campement peul.

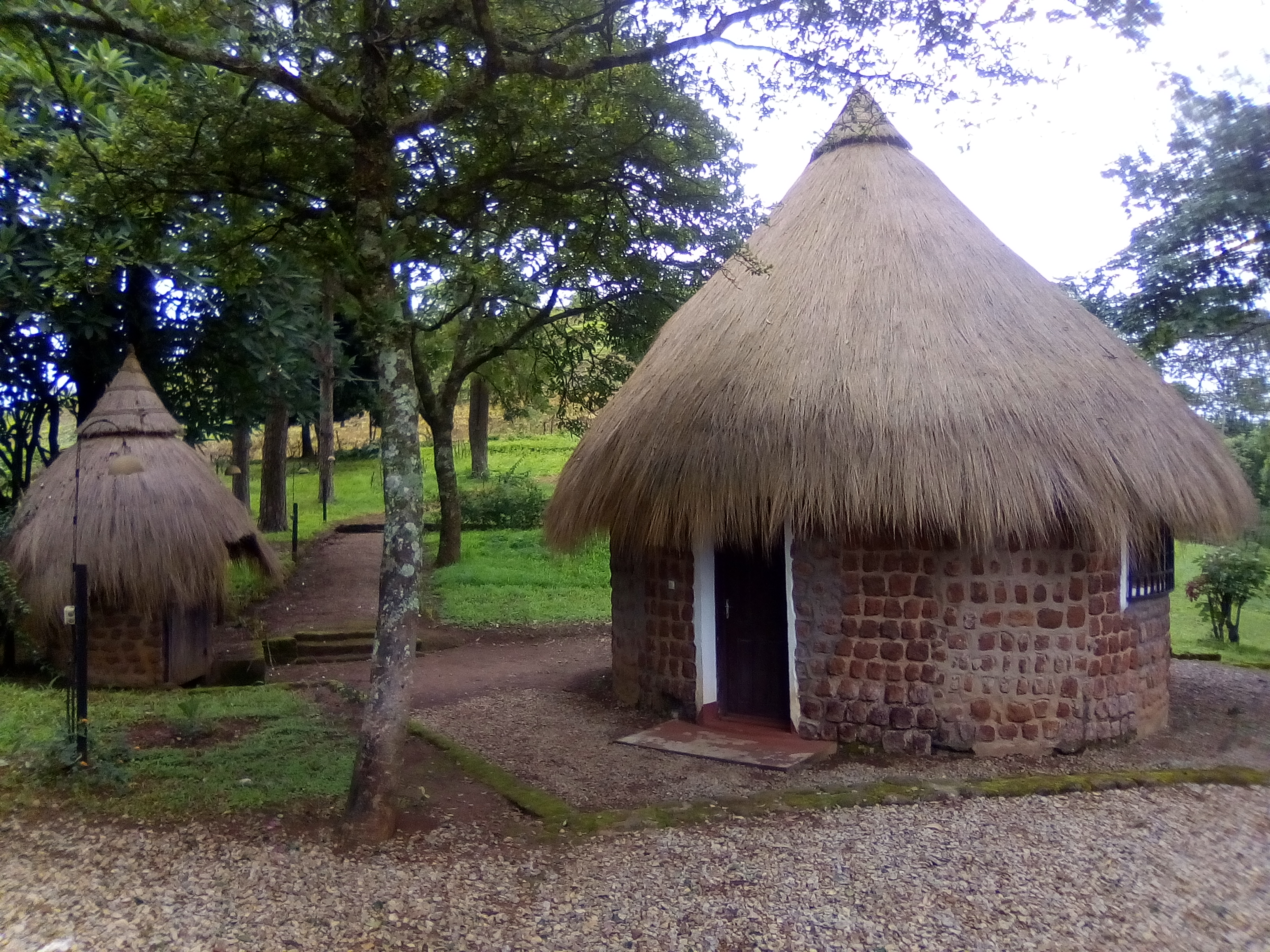
Boukarou touristique au ranch de Ngaoundaba (Adamaoua, Cameroun).

## Tourisme
Dans le jargon hôtelier contemporain, le boukarou est une sorte de bungalow rond à toit de chaume. Des hôtels et des restaurants, notamment à Yaoundé et à l'intérieur du pays, s'inspirent de cette tradition pour proposer aux touristes des habitations éventuellement en béton, voire climatisées. 
« Le Boukarou » désigne plusieurs établissements touristiques, également hors d'Afrique. « Les Boukarous » est le nom de l'école française de Maroua, constituée de pavillons circulaires abritant les salles de classe.

## Philatélie
En 1966 la République fédérale du Cameroun émet un timbre de 150 F intitulé « Boukarous du camp de Waza ».